# 悲しいくらいほんとの話
「悲しいくらいほんとの話」（かなしいくらいほんとのはなし）は、1982年7月5日にリリースされた原田知世の1枚目のシングル。発売元はキャニオン・レコード。

## 概要
オーディション合格からおよそ3か月後に発売されたデビュー・シングル。表題曲は、原田自身が主演したフジテレビ系ドラマ『セーラー服と機関銃』の主題歌として使用された。
この曲は作曲を手掛けた来生たかおが、自身のデビュー45周年を記念して2021年11月にリリースされたアルバム『追憶』の収録曲の一つとしてセルフカバーしている。
本シングルレコードは原田がキャニオン所属時代、唯一、Ｃをモチーフにした旧マークでリリースされた。

## チャート成績
オリコンチャートの登場週数は14週、チャート最高順位は週間41位、累計5.7万枚のセールスを記録した。

## 収録曲
1. 悲しいくらいほんとの話（3分11秒）
作詞：来生えつこ／作曲：来生たかお／編曲：星勝
2. 恋のヒント教えて（3分32秒）
作詞：来生えつこ／作曲：小林泉美／編曲：星勝